# Кавака, Любовь Даниловна
Любовь Даниловна Кавака (1915 — ?) — звеньевая колхоза «Заповит Ильича» Арбузинского района Николаевской области, Герой Социалистического Труда (23.04.1949).
Родилась 02.02.1915 в с. Садово, ныне Арбузинский район Николаевской области.
Работала в колхозе «Заповит Ильича», с 1946 г. звеньевая по выращиванию зерновых и сахарной свёклы.
В 1948 году в её звене урожайность озимой пшеницы составила свыше 30 ц/га на площади 20 га. Урожай яровых культур, в том числе сахарной свёклы, тоже был высоким.
Указом Президиума Верховного Совета СССР от 23.04.1949 присвоено звание Героя Социалистического Труда. Вместе с ней звание получили ещё 7 звеньевых колхоза «Заповит Ильича»: Анна Константиновна Абрамова, Вера Степановна Высочанская, Мария Прокофьевна Кавака, Елена Викторовна Кузьменко, Нина Гавриловна Мельниченко, Анна Пантелеевна Николаенко, Надежда Онисимовна Чалая.
Последние годы жизни жила в г. Шахтёрск Донецкой области.
Умерла не ранее 1995 года.